# Kuballe och Mölnebo
Kuballe och Mölnebo är en bebyggelse på sydöstra Tjörn i Stenkyrka socken i Tjörns kommun. Från 2015 avgränsar SCB här en småort.